# Riacho Fundo (Distrito Federal)
Riacho Fundo, amtlich portugiesisch Região Administrativa de Riacho Fundo, ist die Verwaltungsregion RA XVII und eine Stadt mit 52.404 Einwohnern 20 km südwestlich von Brasilia im brasilianischen Bundesdistrikt. Die Verwaltungsregion grenzt an Riacho Fundo II, Samambaia, Taguatinga, Águas Claras, Núcleo Bandeirante und Park Way an. Riacho Fundo wurde am 15. Dezember 1993 zu einer Verwaltungsregion. Am 5. Juli 2003 wurde Riacho Fundo II als eigenständige Verwaltungsregion abgetrennt.

## Verwaltung
Administrator der Verwaltungsregion ist Arthur da Cunha Nogueira.